# Spermophora dumoga
Spermophora dumoga is een spinnensoort uit de familie trilspinnen (Pholcidae). De soort komt voor in Sulawesi.